# In the Closet
Az In the Closet Michael Jackson amerikai énekes dala. 1992 májusában jelent meg Jackson Dangerous című albumának harmadik kislemezeként. A dal az album második listavezető dala lett az amerikai Billboard R&B-slágerlistán és harmadik top 10 dala a Billboard Hot 100-on, amin a hatodik helyet érte el.

## Háttere
A dal egy titokban tartott kapcsolatról szól. Az „in the closet” angol kifejezés a köznapi beszédben jellemzően arra utal, amikor valaki titkolja homoszexualitását (szó szerinti jelentése „a szekrényben”, erre utal a magyarba is átkerült „coming out” vagy „előbújás” szó is, ami azt jelenti, amikor valaki felvállalja szexuális irányultságát). A dal azonban félreérthető címe ellenére heteroszexuálisok titokban tartott kapcsolatáról szól. A The New York Times egy cikkében meg is jegyezte az újságíró: „Egyedül Jackson képes ezt a címet adni egy heteroszexuális szerelmes dalnak”. A Rolling Stone jellemzése szerint a dal „figyelemfelkeltő című”, de „határozottan heteroszexuális”. A dal Teddy Riley producer new jack swing stílusának tipikus példája. A keleties hangulatú háttérvokálok olyan érzéki felhangot adnak a dalnak, ami többnyire hiányzik Jackson dalaiból. A visszafogott, elsuttogott szöveget nyögések és remegés tarkítják, szövege provokatívnak minősül.
A dalt eredetileg Jackson és Madonna duettjének szánták. Madonna azt nyilatkozta egy 1992-es interjúban Jonathan Ross brit újságírónak, hogy voltak ötletei a dalszöveggel kapcsolatban, de Jackson túl provokatívnak tartotta őket, így inkább nem vele énekelte fel a dalt. A dalban éneklő nőt az albumborító szövege „Mystery Girl” („a rejtélyes lány”) néven említi, később derült ki, hogy Stephanie monacói hercegnő az. A videóklipben nem ő, hanem a klipben szereplő Naomi Campbell énekel.

## Videóklip
A szépiatónusú videóklipet Herb Ritts rendezte, 1992 márciusának végén forgatták a kaliforniai Salton Sea-ben, és április 23-án mutatták be először. Jackson Naomi Campbell modellel táncol a klipben. Az érzéki tánc miatt a klipet Dél-Afrikában betiltották. A klip felkerült a Dangerous – The Short Films és a Michael Jackson’s Vision című kiadványokra.

## Fellépések
Jackson nem adta elő a dalt a Dangerous turnén (csak toulouse-i koncertjén játszott belőle a zenekara egy rövid instrumentális részletet a Man in the Mirror előtt), de a HIStory turnén a harmadik dal egy egyveleg volt, melyben az In the Closet egy rövidebb részlete is szerepelt a Scream és a They Don’t Care About Us, valamint a She Drives Me Wild intrója mellett. Stephanie hercegnő szövege helyett Jackson beszélt a közönséghez.

## Remixek
Az 1990-es évek első felében elterjedt divatnak megfelelően a dalhoz számos remix készült, melyek kislemezen is megjelentek. Frankie Knuckles és Tommy Musto népszerű producer-DJ-k munkái nagy sikert arattak a zenés szórakozóhelyeken és a rádiókban. Két remix, a The Reprise és a The Underground Mix felkerültek a Dangerous – The Remix Collection cím remixalbumra.
| A dal hivatalos változatai - In the Closet (Album version) – 6:31 - In the Closet (7" Edit) – 4:47 - In the Closet (Video Mix) – 6:05 Tommy Musto mixei - In the Closet (Club Mix) – 7:53 - In the Closet (Club Edit) – 4:11 - In the Closet (Touch Me Dub) – 6:43 - In the Closet (The Underground Mix) – 5:39 - In the Closet (The Underground Dub) – 6:27 Frankie Knuckles mixei - In the Closet (The Mission) – 9:27 - In the Closet (The Mission Radio Edit) – 4:28 - In the Closet (The Mix of Life) – 7:41 - In the Closet (The Vow) – 4:53 - In the Closet (The Promise) – 7:26 - In the Closet (The Reprise) – 2:44 | Egyéb mixek - In the Closet (KI’s 12") – 7:16 - In the Closet (Radio Edit) (The Newark Radio Edit) – 4:29 - In the Closet (Freestyle Mix) – 6:34 - In the Closet (The Newark Mix) – 7:07 |

## Számlista
| Brit kislemez 1. In the Closet (7" Edit) – 4:49 2. In the Closet (Club Mix) – 8:00 3. In the Closet (The Underground Mix) – 5:32 4. In the Closet (Touch Me Dub) – 7:53 5. In the Closet (KI’s 12") – 6:55 6. In the Closet (The Promise) – 7:18 Amerikai kislemez 1. In the Closet (Club Edit) – 4:07 2. In the Closet (The Underground Mix) – 5:34 3. In the Closet (The Promise) – 7:20 4. In the Closet (The Vow) – 4:49 5. Remember the Time (New Jack Jazz Mix) – 5:06 | Visionary kislemez CD oldal 1. In the Closet (7" Edit) – 4:47 2. In the Closet (Club Mix) – 8:02 DVD oldal 1. In the Closet (videóklip) – 6:02 2. In the Closet (Club Mix videóklip) – 8:02 3. Az 'In the Closet' forgatása VHS promóciós kislemez 1. In the Closet (Club Mix videóklip) – 8:02 2. In the Closet (videóklip) – 6:02 3. Az 'In the Closet' forgatása |

## Helyezések
A helyezések forrása:
| Slágerlista (1992)                             | Legmagasabb helyezés |
| ---------------------------------------------- | -------------------- |
| Ausztrál kislemezlista                         | 5                    |
| Belga kislemezlista                            | 14                   |
| Brit kislemezlista                             | 8                    |
| Holland kislemezlista                          | 9                    |
| Francia kislemezlista                          | 9                    |
| Német kislemezlista                            | 15                   |
| Norvég kislemezlista                           | 10                   |
| Olasz kislemezlista                            | 9                    |
| Osztrák kislemezlista                          | 23                   |
| Spanyol kislemezlista                          | 2                    |
| Svájci kislemezlista                           | 25                   |
| Svéd kislemezlista                             | 29                   |
| USA Billboard Hot 100                          | 6                    |
| USA Billboard Hot Dance Music/Club Play        | 1                    |
| USA Billboard Hot R&B/Hip-Hop Singles & Tracks | 1                    |

### Éves összesített slágerlisták
| Éves összesített lista (1992) | Helyes |
| ----------------------------- | ------ |
| USA Billboard Hot 100         | 66     |